# Bolesław Bałzukiewicz
Bolesław Bałzukiewicz (russisch Болеслав Балзукевич; litauisch Boleslovas Balzukevičius; * 12. Februar 1879 in Vilnius; † 13. Februar 1935 ebenda) war ein polnischer Bildhauer und Professor an der Universität Stefan Batori in Vilnius.

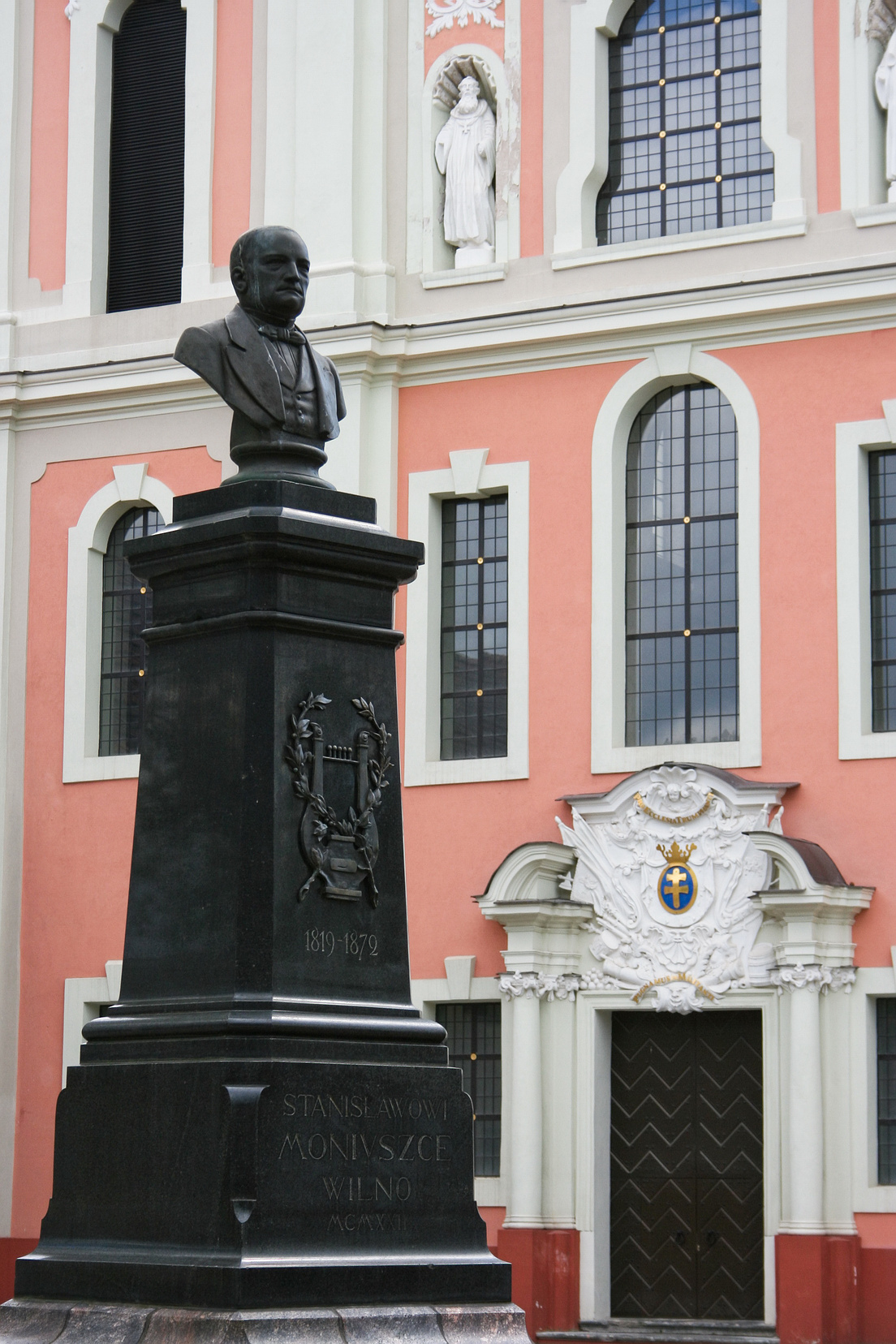
Büste des Stanisław Moniuszko in Vilnius

## Leben
Er wuchs in Vilnius als Sohn eines Graveurs gemeinsam mit seinem Bruder Józef Bałzukiewicz auf, der ebenfalls Künstler werden sollte. In der Zeit von 1903 bis 1907 sowie seit 1919 lebte er in Vilnius. Seine erste künstlerische Ausbildung erhielt er an der dortigen Zeichenschule von Iwan Trutnew.
Er unterstützte Antoni Wiwulski beim Gießen des Denkmals zur Grünwalder Schlacht bei Krakau (1910). Weiterhin erlangte er Bekanntheit als Schöpfer allegorischer Figuren sowie des Denkmals des Komponisten Stanisław Moniuszko. Weiterhin schuf er das Denkmal des bekannten Bankiers und Mäzens Józef Montwiłł. Viele der von ihm geschaffenen Denkmäler und Büsten bekannter Persönlichkeiten waren Auftragsarbeiten zahlungskräftiger und hochrangiger Kunden, die in deren privaten Gärten und Parks aufgestellt wurden.
Bolesław Bałzukiewicz schuf darüber hinaus realistische Gruppenskulpturen wie Die Emigranten (Эмигранты), Die Waisen (Сироты), Der Krieg (Война), Büsten von Adam Mickiewicz, Joachim Lelewel und anderen sowie Gedenktafeln (Antoni Wiwulski und andere). Zu seinem Schaffen gehörten ebenso Grabmäler, unter anderem für seinen Bruder Józef Bałzukiewicz.
Im Jahr 1919 nahm er eine Professur an der Stefan-Batory-Universität in Vilnius an. Hier hatte er den Lehrstuhl für Bildhauerei inne. Diese Tätigkeit übte er bis 1935 aus. Er verstarb im gleichen Jahr in Vilnius.